# Час

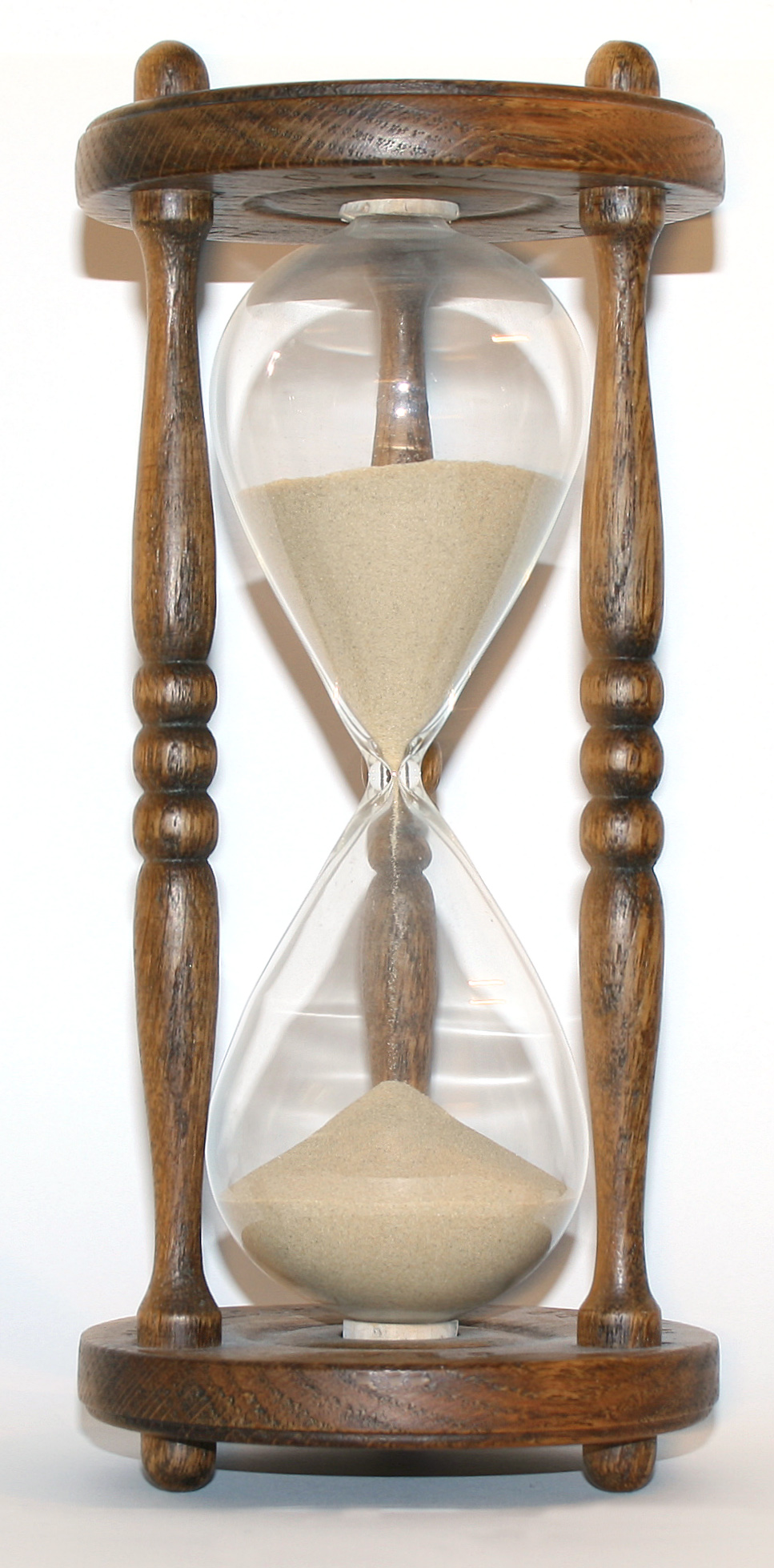
Пісочний годинник ілюструє плин часу, а також тонку лінію сучасного, що розділяє минуле й майбутнє

Час — одне з основних понять фізики та філософії, одна з координат простору-часу, вздовж якої протягнуті світові лінії фізичних (матеріальних) тіл.
Як фізичну величину час здебільшого позначають літерою t, проміжок часу — літерою τ. Одиницею вимірювання часу в системі SI є секунда, перелік інших одиниць подано нижче.
Як філософська категорія час, вочевидь, є невід'ємним атрибутом світу, він почався із народженням світу й зникне, коли світ добіжить до кінця.
Як економічна категорія час є фактором, який суттєво впливає на використання економічного потенціалу підприємства та фінансовий результат управління.
У кількісному (метрологічному) сенсі поняття часу має три аспекти:
- координата події на часовій осі. На практиці це поточний час: календарний, зумовлений правилами календаря, і часом доби, зумовлений якоюсь системою числення (шкалою) часу (приклади: місцевий час, всесвітній координований час);
- відносний час, часовий інтервал між двома подіями;
- суб'єктивний параметр для порівняння декількох різночасних процесів.

## Історія
Історично основною одиницею для вимірювання коротких інтервалів часу була доба (часто кажуть «день»), тобто період обертання Землі навколо своєї осі. У результаті ділення доби на менші інтервали виникли години, хвилини і секунди.
Походження поділу, ймовірно, пов'язане з дванадцятковою системою числення, якої дотримувалися стародавні. Добу ділили на два рівні послідовні інтервали (умовно «день» і «ніч»). Кожен з них ділили на 12 годин. Подальший поділ години відповідає шістдесятковій системі числення. Кожну годину ділили на 60 хвилин, кожну хвилину — на 60 секунд.
Для вимірювання триваліших інтервалів часу використовують одиниці вимірювання «рік», «місяць», «тиждень», що складаються з цілого числа діб. Рік приблизно дорівнює періоду обертання Землі навколо Сонця (приблизно 365 діб), місяць — періоду повної зміни фаз Місяця (так званому синодичному місяцю, тобто 29,53 доби). Тиждень, що складається з 7 днів, не має прямої астрономічної основи (хоча вона спочатку була прив'язана до округленої до цілого числа днів тривалості однієї з чотирьох фаз Місяця), однак широко використовується як одиниця часу.
Десяткову систему вимірювання часу активно використовували тільки в Стародавньому Китаї. День у стародавніх китайців складався зі ста частин під назвою «ке», а місяць — з 10 днів, званих «сюнь». В Європі десяткова система вимірювання часу з'явилася під час Великої французької революції — під впливом «метричної гарячки»; декретом Конвенту від 5 жовтня 1793 року була зроблена спроба перевести вже все людство на десятковий час. Доба від півночі до півночі ділилися на 10 десяткових годин, година на 100 десяткових хвилин, а хвилина на 100 десяткових секунд (тобто північ припадала на 0:00:00, полудень — на 5:00:00 тощо)
Але на відміну від республіканського календаря, ця система вимірювання часу не отримала достатнього поширення і була офіційно скасована 1795 року.
На початку XXI століття Swatch через проблему часових поясів, які заважають людям спілкуватися через Інтернет, вирішили ввести свою систему вимірювання часу. Замість годин та хвилин інтернет-час використовує «біти» (не плутайте з bit — тут слово «beat», або «удар»). Кожен біт дорівнює одній хвилині і 26,4 секунди, а день містить у собі тисячу таких одиниць. За точку відліку взяли меридіан, що проходить через місто Біль (Швейцарія), у якому розташована штаб-квартира Swatch.

## Властивості часу
У класичній фізиці час — неперервна величина, завжди апріорна характеристика світу, нічим не зумовлена. За основу для вимірювання береться якась послідовність подій, про які вважається достовірно відомим, що вони відбуваються через рівні інтервали часу, тобто періодично. На цьому принципі й засновані годинники. Така сама роль часу й у квантовій механіці: попри квантування майже всіх величин, час залишається зовнішнім, неквантованим параметром. В обох випадках «швидкість плину часу» не може від чого-небудь залежати, тому є сталою.
У спеціальній теорії відносності ситуація кардинально змінюється. Час сприймається як частина єдиного простору-часу і, отже, не може не змінюватися у випадку його перетворень. Можна казати, що час стає четвертою координатою, щоправда, на відміну від просторових координат, вона має протилежну сигнатуру. «Швидкість плину часу» стає поняттям «суб'єктивним», залежним від системи відліку. Ситуація ускладнюється у загальній теорії відносності, де «швидкість плину часу» залежить також від близькості до гравітаційних тіл.
Попри кардинальну зміну ролі у теорії відносності, відповіді на питання «яка природа часу?» немає. Немає також відповіді на питання, чому час безупинний, а не дискретний, і чому ми живемо у світі з одновимірним часом. Втім, у сучасній математичній фізиці вже робляться перші спроби відповісти на ці питання.
Фундаментальною властивістю часу є його однонаправленість. Час завжди протікає від минулого до майбутнього.
Наслідком однорідності часу є закон збереження енергії.

### Збільшення проміжку часу в рухомій системі відліку
У спеціальній теорії відносності проміжок часу між двома подіями залежить від системи відліку, тобто є відносним. Якщо для спостерігача в непорушній системі відліку дві події відбулися в одній точці простору через проміжок часу {\displaystyle t_{0}}, то для спостерігача, який рухається зі швидкістю v відносно нерухомої системи відліку, ці події відбудуться через час
{\displaystyle t=t_{0}/{\sqrt {1-{\frac {v^{2}}{c^{2}}}}}},
де c — швидкість світла. Космічний мандрівник, який відлітає до далекої зірки на зорельоті зі швидкістю, близькою до швидкості світла, й повертається на Землю, буде молодшим, ніж люди, що залишалися на рідній планеті (дивіться Парадокс близнят).

### Спрямованість часу
| Симетрія у фізиці            | Симетрія у фізиці                 | Симетрія у фізиці            |
| Перетворення                 | Відповідна інваріантність         | Відповідний закон збереження |
| ---------------------------- | --------------------------------- | ---------------------------- |
| ⭥Трансляції часу             | Однорідність часу                 | …енергії                     |
| ⊠ C, P, CP і T-симетрії      | Ізотропність часу                 | …парності                    |
| ⭤ Трансляції простору        | Однорідність простору             | …імпульсу                    |
| ↺ Обертання простору         | Ізотропність простору             | …моменту імпульсу            |
| ⇆ Група Лоренца (бусти)      | Відносність Лоренц-коваріантність | …руху центра мас             |
| ~ Калібрувальне перетворення | Калібрувальна інваріантність      | …заряду                      |

Більшість сучасних учених вважають, що різниця між минулим і майбутнім є принциповою. Згідно з сучасним рівнем розвитку науки, інформація переноситься з минулого в майбутнє, але не навпаки. Другий закон термодинаміки вказує також на накопичення в майбутньому ентропії.
Втім, деякі вчені думають трохи інакше. Стівен Гокінг у своїй книзі «Коротка історія часу: від Великого вибуху до чорних дір» оскаржує твердження, що для фізичних законів існує відмінність між напрямком «вперед» і «назад» у часі. Гокінг обґрунтовує це тим, що передача інформації можлива тільки в тому ж напрямку в часі, в якому зростає загальна ентропія Всесвіту. Таким чином, друге начало термодинаміки є тривіальним, оскільки ентропія зростає з часом, тому що ми вимірюємо час в тому напрямку, в якому росте ентропія.
Єдиність минулого вважається досить правдоподібною. Думки вчених щодо наявності або відсутності різних «альтернативних» варіантів майбутнього різні.
Також існує космологічний напрямок часу, де початок часу — Великий вибух, а плин часу залежить від розширення Всесвіту.

## Відлік часу
Як у класичній, так і у релятивістській фізиці для відліку часу використовується часова координата простору-часу, причому (традиційно) прийнято використовувати знак «+» до майбутнього, а знак «-» до минулого. Проте сенс часової координати в класичному і релятивістскому випадках різний.
Виміряти проміжок часу можливо лише порівнявши його з тривалістю іншої події, яка вважається регулярною. Так, можливо сказати, що місяць січень триває 31 день. У цьому випадку період часу між початком і кінцем місяця порівнюється з регулярною подією — сходом чи іншим визначеним розташуванням Сонця відносно точки спостереження.

### Сонячний час
Сонячний час — час за шкалою, що визначається видимим рухом Сонця по небесній сфері.
Справжня (істинна) сонячна доба — проміжок часу між двома послідовними кульмінаціями центра диска Сонця на одному і тому ж географічному меридіані.
За початок справжньої сонячної доби приймають момент нижньої кульмінації Сонця (момент справжньої півночі). Тривалість справжньої сонячної доби не є постійною. Це є наслідком нерівномірності видимого річного руху Сонця по екліптиці (Земля рухається навколо Сонця по еліптичній орбіті, тобто нерівномірно), а також нахилом екліптики до площини небесного екватора. Внаслідок цього тривалість справжньої сонячної доби протягом року змінюється і тому не може бути взятою за одиницю вимірювання часу. Справжній сонячний час TC показує лише сонячний годинник. Користуватись справжнім сонячним часом TC у побуті незручно, тому введено поняття «середнє сонце» і «середня сонячна доба».
Середнє сонце — фіктивна точка, що рівномірно переміщується по небесному екватору проти руху стрілки годинника і завершує повний оберт, як і Сонце, за один рік.
Середня сонячна доба — середній інтервал часу між двома послідовними однойменними кульмінаціями середнього сонця на тому самому географічному меридіані. Тривалість середньої сонячної доби = 24 год = 1440 хв = 86400 с.
Місцевий час Тλ (середній сонячний час меридіана) — час, визначений для заданої довготи. Місцевий середній час обчислюється за формулою:
Тλ = ТC+ η,
де ТC — справжній сонячний час,
η — рівняння часу.
Рівняння часу — це різниця між місцевим справжнім сонячним часом та місцевим середнім сонячним часом. Рівняння часу — це кількість хвилин і секунд, які слід додати до справжнього (істинного) сонячного часу, щоб отримати середній місцевий час.
Ця різниця виникає з наступних причин:
1. Земля має еліптичну орбіту й рухається по ній нерівномірно, з максимальною швидкістю в перигелії (близько 2 січня) і з мінімальної в афелії (близько 6 липня).
2. Через нахил екліптики до екватора поблизу рівнодення проєкція швидкості Сонця на екватор є меншою, ніж у період сонцестоянь, коли воно рухається паралельно до екватора.

Всесвітній час (UT) T0 — місцевий середній сонячний час Гринвіцького (початкового) меридіану (λ0 = 0).
Внаслідок безперервного руху осі обертання Землі географічні полюси зсуваються на поверхні планети, а разом з ними змінюють своє розташування й площини справжніх меридіанів. З огляду на ці факти виділяють наступні системи вимірювання часу (визначені 1 січня 1956 року):
- UT0 — час на миттєвому Гринвіцькому меридіані, визначений за миттєвим розташуванням полюсів Землі. Це час, що безпосередньо отримується з астрономічних спостережень добового руху зір;
- UT1 — час на середньому Гринвіцькому меридіані, виправлений з огляду на рух полюсів;

Шкала спостережуваного всесвітнього часу UT1 нерівномірна й тому є незручною для використання у звичайному житті. Для узгодження спостережуваного всесвітнього часу UT1 та суворо рівномірного Міжнародного атомного часу (TAI) з 1961 року запроваджено рівномірно-змінну шкалу часу UTC — всесвітній координований час
Координований всесвітній час (UTC) — час за шкалою, яка розраховується таким чином, що різниця із шкалою міжнародного атомного часу становить ціле число секунд, а із шкалою всесвітнього часу UТ1 не перевищує 0,9 секунд.
Поясний час ТП — єдиний час доби у межах годинного поясу, який розраховується в національній шкалі координованого всесвітнього часу та відрізняється від нього на ціле число годин, що дорівнює номеру поясу.
Зв'язок між середнім часом географічного пункту Землі (λ — географічна довгота) та всесвітнім часом:
Тλ = Т0+ λ.
Зв'язок між місцевим і поясним та поясним і всесвітнім часом:
ТП = Тλ + n — λ, ТП = Т0 + n,
де n — номер годинного пояса (в годинах).

### Вимірювання коротких проміжків часу
Прилади, призначені для вимірювання коротких проміжків часу, називаються годинниками і хронометрами. Уже в давнину були відомі сонячні годинники. Проте потреби дедалі точнішого визначення проміжків часу потребувало розробки нових приладів, в основі яких лежали б коротші процеси з коротшими періодами. В епоху першої наукової революції XVI—XVII століть таким базовим процесом для вимірювання часу стали коливання маятника. Коливання маятника та інші типи механічних коливань лежать в основі більшості механічних годинників. Електронні годинники теж використовують коливальні процеси, але вони мають немеханічну природу. Найточніші атомні годинники використовують для вимірювання проміжків часу частоти переходів між електронними рівнями атомів.
Одиниця часу, секунда визначається Міжнародним бюро мір і ваг на основі цезієвого стандарту.

## Одиниці вимірювання часу
Основною одиницею вимірювання часу в фізиці є секунда. Еталон секунди визначається, як 9 192 631 770 періодів випромінювання атома цезію-133 при переході між двома рівнями основного стану, розщепленими в магнітному полі ядра, при сталій довжині хвилі, нульовій температурі й відсутності зовнішнього магнітного поля.
Крім секунди використовуються численні похідні одиниці:
| - Ера - Епоха - Тисячоліття - Століття - Індикт — 15 років - Десятиліття — 10 років | - Рік - Пора року - Квартал — 3 місяці (1/4 року) - Місяць - Декада — 10 діб - Тиждень | - Доба - Година - Хвилина - Секунда — 1/60 хвилини |

Періоди часу, коротші за секунду, вимірюються в долях секунди — мілісекундах, мікросекундах, наносекундах, пікосекундах, фемтосекундах. Інколи використовується період часу терція, яка дорівнює 1⁄60 секунди.
В індуїзмі використовується одиниця вимірювання часу Кальпа («день Брахми»), що триває 4.320.000.000 (чотири мільярди триста двадцять мільйонів) років. Ця одиниця увійшла до Книги рекордів Гіннеса як найбільша одиниця вимірювання часу.

## Сучасне літочислення
У всіх державах Європи та більшості країн світу сучасне літочислення нашої ери, включно з XXI століттям та 3-тім тисячоліттям ведеться від Різдва Христового і позначається латинською: Anno Domini, або скорочено: A.D./AD. Повністю фраза звучить: лат. Anno Domini Nostri Iesu Christi (в рік Господа нашого Ісуса Христа). За таким літочисленням нульового року немає, тому 1 рік AD (нової ери) йде відразу ж після 1 року до Різдва Христового (до нової ери).
Україномовними християнами вживається відповідник «рік Божий», «року Божого» (р. Б.).

## Філософські погляди на час
Серед філософів існує два суттєво різні погляди на час. Один із них розглядає час як фундаментальну структуру всесвіту, вимір, в якому відбувається послідовності подій. Такого реалістичного погляду притримувався, зокрема, Ісаак Ньютон, тому такий час часто називають Ньютонівським. Протилежна точка зору притримується думки, що термін час не позначає будь-якого реального виміру, через який «рухаються» об'єкти чи події, ані будь-якої сутності, що «пливе», а є інтелектуальною концепцією (разом із простором і числами), що дозволяє людям установити послідовність подій і порівнювати їх. Цієї другої точки зору притримувалися Готфрід Лейбніц та Іммануїл Кант. Вона стверджує, що простір і час «не існують самі по собі, а… є результатом того, якими ми уявляємо речі», оскільки ми можемо знати речі тільки такими, якими вони нам здаються.

## Час як економічна категорія
Мінімальним відрізком часу є один робочий або банківський день. Максимальний відрізок — 365 днів на рік. Відповідно фактор час вимірюється наступними базовою та похідними одиницями, що пов'язані з розрахунком фінансового результату господарської діяльності підприємства: один день, один місяць — 30 днів, три місяці (квартал) — 90 днів, один рік — 360 (365) днів. Періоди виміру часу використовуються в економічній статистиці, фінансовому обліку, економічній статистиці, фінансовому та інвестиційному менеджменті.

### Основні напрями прояву фактора часу на підприємстві
Основними напрямами прояву фактора часу на підприємстві вважаються:
- динамічність техніко-економічних показників підприємства;
- сезонність виробництва або реалізації продукції, яка виявляється у сезонних коливаннях обсягів поставки ресурсів, виробництва продукції або попиту на неї, запасів та дебіторської заборгованості;
- фізичний знос основних засобів, який обумовлює загальні тенденції до зниження продуктивності основних засобів та зростання витрат на їх утримання, експлуатацію та ремонт протягом розрахункового періоду;
- зміна в часі цін на вироблену продукцію і споживані на неї ресурси;
- зміна в часі параметрів зовнішнього середовища, а саме цін, ставок, акцизів, розмірів мінімальної місячної оплати праці, податків, мита, податкового та іншого законодавства;
- розриви за часом між виробництвом і реалізацією продукції та розриви за часом між оплатою і споживанням ресурсів;
- різночасність витрат, результатів і ефектів — здійснення їх протягом усього періоду реалізації проєкту, а не в якийсь один фіксований момент часу.
- розриви у часі між виробництвом продукції та надходженням виручки від її продажу.

## Виноски
1. 1 2 3 4 5 6  ДСТУ 2870-94 Вимірювання часу та частоти. Терміни та визначення.
2. ↑  ДСТУ 3652-97 Вимірювання навігаційні в авіації. Терміни та визначення.
3. 1 2  
Official BIPM definition. BIPM. Архів оригіналу за 23 червня 2013. Процитовано 2008.
4. ↑  
Rynasiewicz, Robert : Johns Hopkins University (12 серпня 2004). Newton's Views on Space, Time, and Motion. Stanford Encyclopedia of Philosophy. Stanford University. Архів оригіналу за 23 червня 2013. Процитовано 10 січня 2008. Ньютон не розглядав простір і час як справжні субстанції (такі як тіла й свідомість), але все ж вважав їх реальними сутностями, які мають свій власний спосіб існування, зумовлений існуванням Бога. Перефразовуючи: абсолютний, справжній, математичний час, за своєю власною природою протікає рівномірно, без будь-якого впливу будь-чого зовнішнього і не змінюючись в залежності від того як його вимірюють (наприклад, у годинах, днях, місяцях чи роках).
5. ↑  Markosian, Ned. Time. У Edward N. Zalta (ред.). The Stanford Encyclopedia of Philosophy (Winter 2002 Edition). Архів оригіналу за 14 вересня 2006. Процитовано 18 січня 2008. Протилежну точку зору, яку зазвичай називають платонізмом щодо часу або абсолютизмом щодо часу захищали Платон, Ньютон та інші. Відповідно що цієї точки зору, час схожий на порожній контейнер, в який можна покласти події; але це контейнер, що існує незалежно від того, що в нього покладено, чи не покладено.
6. ↑  Navratil, Gerhard (2009). Research Trends in Geographic Information Science. Springer Japan. с. 217. ISBN 3-540-88243-X. Архів оригіналу за 29 листопада 2014. Процитовано 3 лютого 2011.
7. ↑  
Burnham, Douglas : Staffordshire University (2006). Gottfried Wilhelm Leibniz (1646-1716) Metaphysics - 7. Space, Time, and Indiscernibles. The Internet Encyclopedia of Philosophy. Архів оригіналу за 23 червня 2013. Процитовано 10 січня 2008. Перш за все, на думку Лейбніца ідея про те, що простір чи час можуть бути субстанціями або чимось схожим на субстанції абсурдна (дивіться, наприклад, «Листування з Кларком», Leibniz's Fourth Paper, §8ff). Стисло, порожній простір був би субстанцією без жодних властивостей; він був би субстанцією, яку навіть Бог не міг би змінити чи знищити... Тобто, простір та час є рисами, внутрішньо притаманними повносяжній концепції речей, не зовнішньо... Погляди Лейбніца мають два важливі наслідки. Перше, немає абсолютного розташування ні в просторі, ні в часі; розташування - це завжди ситуація об'єкта чи події відносно інших об'єктів і подій. Друге,  простір і час самі по собі не реальні (тобто, не є субстанціями). Простір і час є, радше, ідеальними. Простір і час - це тільки метафізично незаконний спосіб розуміння певних віртуальних співвідношень між субстанціями. Вони - феномени, або, строго, ілюзії (хоча такі ілюзії, що добре обґрунтовані внутрішніми властивостями субстанцій)... Іноді зручно думати про простір і час як про щось, що «є», щось над і за межами сутностей та їхніх взаємних відношень, але цю зручність не слід плутати з реальністю. Простір - не більше, ніж порядок співіснування об'єктів; час - не більше, ніж порядок послідовних подій. Зазвичай це називають релятивною теорією простору й часу.
8. ↑  
Mattey, G. J. : UC Davis (22 січня 1997). Critique of Pure Reason, Lecture notes: Philosophy 175 UC Davis. Архів оригіналу за 14 березня 2005. Процитовано 10 січня 2008. Що в поглядах Лейбніца правильно, це анти-метафізична позиція. Простір та час не існують самі по собі, а в певному сенсі як наслідки того, як ми уявляємо речі. Вони ідеані, хоча не в тому сенсі, в якому їх вважав ідеальними Лейбніц (вигадки уяви). Ідеальність простору в його залежності від свідомості: це тільки умова відчуття... Кант зробив висновок, що «абсолютний час не є об'єктом зовнішнього відчуття; це радше фундаментальна концепція, яка передусім робить можливими інші відчуття»... Багато з того, що говорилося про простір, стосується, mutatis mutandis, часу, тож я не повторюватиму аргументи. Наскльки простір - форма зовнішньої інтуїції, настільки час - форма внутрішньої інтуїції... Кант стверджував, що час реальний, що це «реальна форма внутрішньої інтуїції».
9. ↑  
McCormick, Matt : California State University, Sacramento (2006). Immanuel Kant (1724-1804) Metaphysics : 4. Kant's Transcendental Idealism. The Internet Encyclopedia of Philosophy. Архів оригіналу за 23 червня 2013. Процитовано 10 січня 2008. Час, говорить Кант, також необхідний як форма чи умова нашої інтуїції щодо об'єктів. Ідею часу самого по собі ми не можемо отримати з досвіду, оскільки послідовність чи одночасність об'єктів - явища, що вказують на плин часу - було б неможливо уявити, якби ми не мали здатності уявляти об'єкти в часі... Інший спосіб виразити основну думку в тому, щоб сказати, що той факт, що розум пізнавача робить апріорий внесок, не означає того, що простір та час чи категорії є тільки вигадками уяви. Кант є емпіричним реалістом щодо світу, який даний нам через досвід; ми можемо знати предмети такими, якими вони нам являються. Своїм аргументом, щодо того внеску, який розум привносить у створення природи, він твердо захищає науку й природознавство. Цілком дискурсивно він стверджує, що раціональна істота повинна розуміти фізичний світ як об'єднаний просторово й темпорально.
10. ↑  Шевченко, Т. Є.; Удовіченко, К. Ю. (2012). ВПЛИВ ФАКТОРУ ЧАСУ НА ФІНАНСОВИЙ СТАН ПІДПРИЄМСТВА. Ефективна економіка (укр.). № 12. ISSN 2307-2105. Архів оригіналу за 19 березня 2022. Процитовано 22 грудня 2019.

## Інтернет-ресурси
- Час - що це?
- Чи знаємо ми, що таке час? Чи існує час насправді? В чому головна таємниця часу?